# Совещание резидентов
Совещание резидентов — крупнейший за всю историю советских спецслужб провал и причина отставки руководителя Разведупра (ГРУ РККА) Я. К. Берзина.
Виновником считается Джордж Минк, помощник А. П. Улановского, руководителя резидентуры связи в Дании, который, вопреки запрету, продолжал привлекать к агентурной работе коммунистов. В результате датская полиция в Копенгагене арестовала в феврале 1935 года на явочной квартире, где была устроена засада, четырёх работников Центра и десять иностранных агентов военной разведки. В их пребывании на этой квартире не было необходимости: работники Центра были резидентами в других странах, в Дании находились проездом, а на квартиру зашли, чтобы «повидаться с друзьями» (прибыли якобы на совещание). Единственным утешением в этой истории было то, что, «…поскольку никаких дел, направленных против интересов Дании, арестованные разоблачить не могут (таких дел не было), то надо полагать, что датчане не найдут оснований для каких-либо претензий к советскому государству…». Была разгромлена резидентура связи в Дании, и всю нелегальную почту из Третьего рейха пришлось направлять в Москву по другим каналам и через другие страны.
Расследование показало, что, несмотря на указания  А. Х. Артузова о недопустимости привлечения к разведывательной работе коммунистов, пятеро связников резидентуры А. П. Улановского состояли в Коммунистической партии Дании и к тому же один из них являлся осведомителем полиции. Конспиративная квартира нелегального резидента была взята полицией под наблюдение и организована засада. В докладе народному комиссару обороны А. Х. Артузов отмечал: «Очевидно, обычай навещать всех своих друзей, как у себя на родине, поддаётся искоренению с большим трудом. Наиболее характерным моментом во всем деле является то, что наши работники, неплохо работавшие в фашистской Германии, по прибытии в „нейтральную“ страну пренебрегли элементарными правилами конспирации». К. Е. Ворошилов, ознакомившись с докладом, наложил резолюцию: «Из этого сообщения, не совсем внятного и наивного, видно, что наша зарубежная разведка всё ещё хромает на все четыре ноги. Мало что дал нам и т. Артузов в смысле улучшения этого серьёзного дела…». После копенгагенского провала начальник Разведупра Я. К. Берзин подал рапорт об освобождении от должности, который был удовлетворён; вместо него был назначен С. П. Урицкий.